# Футбольная ассоциация КНДР
Футбольная ассоциация Корейской Народно-Демократической Республики (кор. 조선민주주의인민공화국 축구 협회, англ. Democratic People's Republic of Korea Football Association, сокр. PRKFA) — организация, управляющая футболом в Северной Корее.
Ассоциация была основана в 1945 году, вступила в ФИФА в июне 1958 года и в АФК в сентябре 1974 года.

## Организация
Футбольная ассоциация КНДР известна своей закрытостью. В прошлом она использовала один факс, а сейчас — единственный адрес электронной почты. Исполнительный директор ФИФА Жером Шампань вспоминает: «Вы отправляете факс. Иногда получаете ответ». Футбольный журналист Джеймс Пётр Монтегю отмечал, что его электронные письма, отправляемые на протяжении почти десятилетия, оставались без ответа. Даже ФИФА не имеет точной информации о структуре лиги, подконтрольной ассоциации КНДР, и участвующих в ней командах.

### Структура лиги
Футбольная лига КНДР имеет следующую структуру (от высшего уровня к низшему):
1. Премьер-лига КНДР
2. Вторая лига КНДР
3. Любительская третья лига КНДР

## Руководство
- Президент: Ким Иль Гук
- Вице-президенты: Хан Ун Гён, Мун Чан Хон, Пан Гван Су
- Генеральный секретарь: Син Ён Чхоль
- Технический директор: Ким Чхоль Ун
- Тренер мужской сборной: Ким Ён Джун

## Достижения
| Кубок вызова АФК - Чемпион: 2010, 2012 - 3-е место: 2008 Азиатские игры - Золото: 1978 - Серебро: 1990 Чемпионат Восточной Азии - 3-е место: 2005, 2015 Кубок Азии по футболу (до 20 лет) - Чемпион: 1976, 2006, 2010 - Вице-чемпион: 1990, 2014 - 3-е место: 1975, 1978, 1986 Кубок Азии по футболу (до 17 лет) - Чемпион: 2010, 2014 - Вице-чемпион: 2004, 2006 - 3-4 место: 2016 | Кубок Азии по футболу среди женщин - Чемпион: 2001, 2003, 2008 - Вице-чемпион: 1993, 1997 - 3-е место: 1999, 2006 Азиатские игры - Золото: 2002, 2006 - Серебро: 2010, 2022 - Бронза: 1990 Чемпионат Восточной Азии среди женщин - Чемпион: 2013, 2015, 2017 - Вице-чемпион: 2005, 2008 Чемпионат мира по футболу среди девушек до 20 лет - Чемпион: 2006, 2016, 2024 - Вице-чемпион: 2008 Кубок Азии по футболу среди девушек до 20 лет - Чемпион: 2007, 2024 - Вице-чемпион: 2006, 2011, 2013, 2015, 2017, 2019 - 3-е место: 2004, 2009 Чемпионат мира по футболу среди девушек до 17 лет - Чемпион: 2008, 2016, 2024 - Вице-чемпион: 2012 Кубок Азии по футболу среди девушек до 17 лет - Чемпион: 2007, 2015, 2017, 2024 - Вице-чемпион: 2009, 2011, 2013, 2019 |